# Поцелуй змея
«Поцелуй змея» (англ. The Serpent's Kiss) — британский фильм-драма 1997 года. Это история о голландском ландшафтном архитекторе по имени Менеер Хром (Юэн Макгрегор), нанятого богатым металлургом (Пит Постлетуэйт), чтобы создать экстравагантный сад, но попавшего в любовный треугольник. В фильме также снимались Грета Скакки и Ричард Э. Грант.
Картина представлена зрителям 14 мая 1997 года в конкурсной программе 50-го Канского кинофестиваля. Однако, получив противоречивые отзывы, фильм, минуя кинотеатры, вышел 10 июня 1998 года в Исландии сразу на видео.. Первая телевизионная премьера состоялась 12 июля 2003 года в Финляндии. В России фильм выпущен в прокат 22 августа 2005 года на DVD компанией Videogram. В Великобритании фильм никогда не выходил в театральный прокат.
«Поцелуй змея» является единственной режиссёрской работой французского кинооператора Филиппа Русло, лауреата премий «Оскар», BAFTA и трёх премий «Сезар».
Часть фильма снималась в переписном поселке Сиксмайлбридж графства Клэр Республики Ирландия.
Этот фильм знаменует собой начало дружбы Чарли Бурмена и Юэна Макгрегора, которая в конечном итоге приведёт их к кругосветному путешествию на мотоциклах, показанному в документальном фильме «Долгая дорога вокруг света» (2004).

## Сюжет
Великобритания, 1699 год. У власти король Вильгельм III Оранский, и в моде всё голландское.
Тщеславный промышленник Томас Смитерс (Пит Постлетуэйт), сделавший состояние на металлургии, нежно любит свою жену Джулиану (Грета Скакки). Но вместо того, чтобы заботиться о наследии для Джулианы и их совместной дочери Анны (Кармен Чаплин), Томас задумал создать самый экстравагантный сад, который только можно создать на заросшем дикими зарослями участке земли перед домом в поместье, принадлежащем Смитерсам. Сад должен произвести впечатление на скучающую Джулиану, которую, впрочем, мало заботят такие вещи. Для воплощения своего плана простодушный Томас нанимает Менеера Хрома (Юэн Макгрегор), знаменитого голландского ландшафтного архитектора.
Однако, Джеймс Фицморис (Ричад Э. Грант), двоюродный брат и бывший любовник Джулианы, прознав о намерениях Томаса, вместо настоящего архитектора подсылает к нему самозванца, когда-то работавшего у мастера и знакомого с ландшафтным дизайном. Много лет Джеймс не может смириться с решением Джулианы выйти замуж за богача Смитерса, однако теперь он намерен вернуть Джулиану себе, для чего стремится разорить Смитерса затратным проектом сада и раз и навсегда дискредитировать его в глазах жены.
К сожалению для Фицмориса, Джулиана испытывает любовное влечение к Хрому, тогда как он влюбляется в Анну, таинственную дочь Смитерсов. Анна «Теа» же, однако, пренебрежительно относится к Хрому, как и ко всем, кого она встречает, оценивая всё, что её окружает, сквозь призму стихов Эндрю Марвелла; родители Анны, думая, что дочь психически неуравновешена, и желая вылечить, подвергают её многочисленным «лечениям». Эти сомнительного и даже варварского характера процедуры вызывают к ней искреннее сочувствие Хрома, однажды не выдержавшего и в сердцах высказавшегося местному врачу, считающему, что девушка одержима демонами: — «Ты болен, не она! Исцели сам себя!».
По мере того, как сад становится всё сложнее и затратнее, Смитерс всё более приближается к банкротству. Джулиана надеется, что, когда закончится строительство сада и уже запланированной оранжереи, у неё будет достаточно уединённых мест для любовных встреч с молодым голландцем. Хром же в свою очередь понимает, что в тех диких зарослях на территории поместья, которые методично вырубаются под сад, Анна, прогуливаясь, находила душевное успокоение, и посему он намерен прекратить строительство сада и пытается убедить в этом Смитерса.
Фицморис, осознав, что привязанность Хрома к Анне может повредить задуманному, понуждает Хрома выполнить свои обязательства; сначала он угрожает раскрыть Смитерсу истинную личность Хрома, а позднее замышляет отравить его. План Фицмориса оборачивается против него самого, он становится жертвой собственного яда. Джулиана отказывается от своих грешных намерений, о которых уже догадывался Смитерс, и оказывает моральную поддержку супругу, ставшему банкротом из-за сада.
Хром, оказавшийся на самом деле бывшим ассистентом реального голландского мастера из фирмы «Ларусс и Хром», раскрывает свою личность Анне, сообщив ей о коварных планах Фицмориса, а затем уезжает с девушкой к морю, где на берегу она выбрасывает свою книгу стихов.

## В ролях
| Актёр             | Роль                                |
| ----------------- | ----------------------------------- |
| Юэн Макгрегор     | Менеер Хром                         |
| Грета Скакки      | жена Томаса Смитерса Джулиана       |
| Пит Постлетуэйт   | хозяин поместья Томас Смитерс       |
| Ричард Э. Грант   | кузен Джулианы Джеймс Фицморис      |
| Кармен Чаплин     | дочь Томаса и Джулианы Анна / «Теа» |
| Донал Макканн     | врач                                |
| Чарли Бурмен      | секретарь                           |
| Джерард Максорли  | мистер Гэлмой                       |
| Бритта Смит       | мисисс Гэлмой                       |
| Сьюзэн Фицджералд | госпожа Клевели                     |
| Пэт Лаффан        | сталелитейшик Притчард              |
| Руари Конрой      | ассистент врача                     |
| Генри Кинг        | предводитель группы косарей         |
| Девид Бирн        | садовник                            |
| Каймин Дуглас     | садовник                            |

## Технические данные
| продолжительность фильма | звук  | изображение | соотношение сторон экрана | формат плёнки | кинематографический процесс | печатный формат плёнки |
| ------------------------ | ----- | ----------- | ------------------------- | ------------- | --------------------------- | ---------------------- |
| 1 час 44 мин (104 мин.)  | Dolby | цветной     | 1.85 : 1                  | 35 мм         | сферический                 | 35 мм                  |